# Monochamus atrocoeruleogriseus
Monochamus atrocoeruleogriseus är en skalbaggsart som beskrevs av Gilmour 1956. Monochamus atrocoeruleogriseus ingår i släktet Monochamus och familjen långhorningar. Inga underarter finns listade i Catalogue of Life.